# آرامگاه رئیس‌المجاهدین
آرامگاه رئیس المجاهدین بنایی است مربوط به دوره قاجار که در شهرستان آبیک، نزدیک نیروگاه شهید رجایی واقع شده و در تاریخ ۱۷ اسفند ۱۳۸۱ با شمارهٔ ثبت ۷۶۸۳ به‌عنوان یکی از آثار ملی ایران به ثبت رسیده است. در این بنا پیکر میرزا حسن رئیس‌المجاهدین، از فعالان انقلاب مشروطه مدفون است.